# Moulton (Northamptonshire)
Moulton is een civil parish in het bestuurlijke gebied Daventry district, in het Engelse graafschap Northamptonshire met 3454 inwoners.